# Sochów
Sochów – część wsi Korczyn w Polsce położona w województwie świętokrzyskim, w powiecie kieleckim, w gminie Strawczyn.
W latach 1975–1998 Sochów administracyjnie należał do województwa kieleckiego.